# Ambassadeur de bonne volonté de l'UNICEF

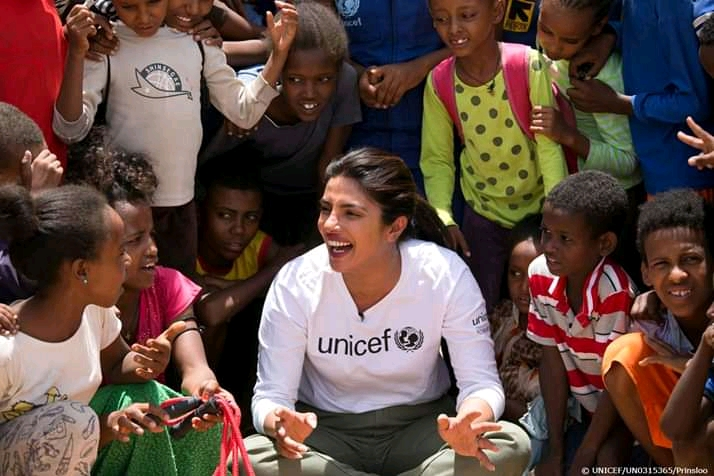
Un agent UNICEF avec des enfants

Ambassadeur de bonne volonté de l'UNICEF est un titre honorifique officiel, un titre d'autorité, un statut juridique et une poste description attribués aux ambassadeurs et défenseurs de bonne volonté désignés par les Nations unies. Le Fonds des Nations Unies pour l’enfance (UNICEF), ainsi que d’autres agences des Nations unies, font depuis longtemps appel aux services bénévoles et au soutien de personnalités éminentes en tant qu’ambassadeurs de bonne volonté pour défendre des causes. Leur renommée contribue à amplifier le message urgent et universel du développement humain et de la coopération internationale, contribuant ainsi à accélérer les programmes destinés aux enfants et aux jeunes. L’UNICEF est responsable d’une grande variété de projets éducatifs et de santé. L'UNICEF est en grande partie responsable de la campagne d'éradication de la polio. Il y a plus de 250 ambassadeurs de bonne volonté de l’UNICEF.

## Histoire
Danny Kaye a été le premier à occuper le poste d'ambassadeur de bonne volonté, le titre d'ambassadeur itinérant lui ayant été accordé en 1954. D’autres célébrités ont suivi, agissant comme ambassadeurs de bonne volonté internationaux, régionaux ou nationaux, en fonction de leur profil, de leurs intérêts et du niveau de responsabilité souhaité. L’objectif du programme est de permettre aux célébrités ayant démontré leur intérêt pour les questions liées à l’UNICEF d’utiliser leur notoriété pour attirer l’attention sur des questions importantes. Cela peut prendre la forme d’apparitions publiques et de discussions, de visites dans des régions en difficulté, qui attirent l’attention des médias, et d’utilisation de leur accès politique pour défendre les causes de l’UNICEF.

## Personnalités publiques
En tant que l’un des programmes les plus nécessaires et les plus populaires des Nations Unies, le recours à des célébrités locales et régionales célèbres et populaires est un élément clé du programme d’ambassadeurs de bonne volonté de l’UNICEF. L'UNICEF ne paie pas de publicité locale, mais dans toutes les régions où elle est présente, elle est connue pour son travail grâce à l'utilisation de personnalités publiques à la fois connues et populaires, qui attirent naturellement les médias d'information.
La célébrité présente des avantages évidents dans certains rôles au sein de l’UNICEF. Les célébrités attirent l’attention et sont donc en mesure d’attirer l’attention du monde sur les besoins des enfants, tant dans leur propre pays qu’en visitant des projets sur le terrain et des programmes d’urgence à l’étranger. Ils peuvent faire des représentations directes auprès de ceux qui ont le pouvoir d’apporter des changements. Ils peuvent utiliser leurs talents et leur renommée pour collecter des fonds et défendre les droits des enfants et soutenir la mission de l'UNICEF visant à garantir le droit de chaque enfant à la santé, à l'éducation, à l'égalité et à la protection.